# 黃克先
黃克先 （1980年—），台灣社會學者，現為國立台灣大學社會學系教授。
2013年畢業於美國西北大學社會學博士，曾於德國馬克普朗克研究院宗教與族群多元性中心(Center for Religious and Ethnic Diversity, Max Planck Institute) 擔任博士後研究員。
專長領域有宗教社會學、都市底層研究、 質性方法、微觀社會學。研究關注議題包括都市邊緣群體、華人社會宗教發展、政教關係、基督宗教。

## 著作及奖项
- 曾翻譯多本社會學專書，如《自由之夏》、《泰利的街角》、《人行道》、《真實烏托邦》 等[5]。

- 2005年出版的台大社會學系碩士論文《原鄉、居地與天家：外省第一代的流亡經驗與改宗歷程》獲臺灣社會學會碩士論文獎。

- 曾獲106學年度台大教學優良獎[6]。

- 《危殆生活: 無家者的社會世界與幫助網絡》(2021年春山出版) 獲得第十一屆中央研究院人文與社會科學學術性專書獎[7][8][9]、第46屆金鼎獎非文學圖書獎[10][11][12]、2022年Openbook年度中文創作獎[13][14][15]、國際亞洲學者大會中文研究專書奬(International Convention of Asian Scholars Book Prize-Chinese language edition)[16]。

## 附註
1. ↑  台大社會學系. . 臺灣大學社會學系. 2019-03-14  [2022-12-31]. （原始内容存档于2022-12-31）.
2. ↑  . 城邦讀書花園.   [2022-12-31]. （原始内容存档于2022-12-31）.
3. ↑  . sociology.northwestern.edu.   [2022-12-31]. （原始内容存档于2022-12-31） （英语）.
4. ↑  . www.mmg.mpg.de.   [2022-12-31]. （原始内容存档于2022-12-31）.
5. ↑  . 博客來.   [2022-12-31]. （原始内容存档于2021-02-24） （中文（臺灣））.
6. ↑  . 國立臺灣大學社會科學院.   [2022-12-31]. （原始内容存档于2022-12-31） （中文（臺灣））.
7. ↑  聯合新聞網. . 聯合新聞網. 20221216T173415Z  [2022-12-31]. （原始内容存档于2022-12-20） （中文（臺灣））.
8. ↑  . 中央研究院.   [2022-12-31]. （原始内容存档于2021-02-11） （中文（臺灣））.
9. ↑  . www.cna.com.tw.   [2022-12-31]. （原始内容存档于2022-12-31） （中文（臺灣））.
10. ↑  文化部.  (PDF). [文化部]. 2022-10-05  [2022-12-31]. （原始内容存档于2022-12-31）.
11. ↑  . gta.moc.gov.tw.   [2022-12-31]. （原始内容存档于2022-12-31） （中文（臺灣））.
12. ↑  . Openbook閱讀誌.   [2022-12-31]. （原始内容存档于2022-12-31） （中文（繁體））.
13. ↑  . Openbook閱讀誌.   [2022-12-31]. （原始内容存档于2022-12-31） （中文（繁體））.
14. ↑  . Openbook閱讀誌.   [2022-12-31]. （原始内容存档于2022-12-31） （中文（繁體））.
15. ↑  . Openbook閱讀誌.   [2022-12-31]. （原始内容存档于2022-12-31） （中文（繁體））.
16. ↑  .   [2023-10-05]. （原始内容存档于2023-10-13）.

## 外部連結
- 黃克先個人學術網站 （页面存档备份，存于）